# Frances Dade
Frances Dade, conosciuta anche come Lorelei Lee (Filadelfia, 14 febbraio 1910 – Filadelfia, 21 gennaio 1968), è stata un'attrice statunitense la cui carriera cinematografica si svolse tra la fine degli anni venti e gli anni trenta.

## Biografia
Nata e cresciuta a Philadelphia, Dade si trasferì a Hollywood alla fine degli anni venti, per intraprendere la carriera di attrice. Durante una rappresentazione del musical Gentlemen Prefer Blondes, attirò su di sé l'attenzione del produttore Sam Goldwyn, che le fece firmare un contratto e la fece debuttare sul grande schermo in un ruolo non accreditato nel film The Constant Nymph (1928), accanto alle stelle Dorothy Boyd e Mabel Poulton. Apparve successivamente nelle pellicole Raffles (1930) e Il richiamo dei figli (1931).
Nel 1931 Dade venne scelta per interpretare il ruolo più importante della sua carriera, quello di Lucy Weston in Dracula, con Bela Lugosi e Helen Chandler. La scena con Lugosi che si protende sul suo corpo disteso rimane un'immagine indelebile della cultura pop. Il ruolo in Dracula diede a Dade una breve notorietà, grazie alla quale partecipò alla selezione di una delle tredici WAMPAS Baby Stars dell'anno, tra cui Marian Marsh, Karen Morley e Marion Shilling.
Nonostante la sua performance in Dracula, Dade ebbe un prosieguo di carriera discontinuo. Dopo aver recitato in sei film nel 1931, tre dei quali di genere horror, l'anno successivo fu protagonista di un solo film, Big Town, ed apparve a Broadway nella commedia Collision. Poco dopo si ritirò dalle scene e sposò il ricco socialite Brock Van Avery, tornando nella natia Filadelfia per dedicarsi alla famiglia. Morì nel 1968, all'età di 57 anni.

## Filmografia
- The Constant Nymph, regia di Adrian Brunel (1928)
- He Knew Women, regia di Hugh Herbert e Lynn Shores (1930)
- Raffles, l'Arsenio Lupin inglese (Raffles), regia di George Fitzmaurice e, non accreditato, Harry d'Abbadie d'Arrast (1930)
- Grumpy, regia di George Cukor (1930)
- The Devil to Pay! , regia di George Fitzmaurice (1930)
- Dracula, regia di Tod Browning e Karl Freund (1931)
- The She-Wolf, regia di James Flood (1931)
- Il richiamo dei figli (Seed), regia di John M. Stahl (1931)
- Pleasure, regia di Otto Brower (1931)
- La figlia di Fu Manchu (Daughter of the Dragon), regia di Lloyd Corrigan (1931)
- Il passo del lupo (Range Law), regia di Phil Rosen (1931)
- L'ultimo scandalo (Scandal for Sale), regia di Russell Mack (1931)
- Big Town, regia di Arthur Hoerl (1932)
- Love Thy Neighbor, regia di Joseph Henabery (1933)